# 張元植
張元植（1988年10月24日—2024年6月27日），臺灣職業登山家、山域嚮導暨嘉明湖山屋管理員。他曾開闢臺灣多條技術攀登和山域探勘路線，亦曾與呂忠翰共同發起冬季首次攀登世界第二高峰K2的計畫。外號DaDa、團長，又因25歲時登頂布洛阿特峰，成為臺灣繼江秀真後，最年輕的八千米山峰攀登者，又有八千張、張八千的稱號。

## 經歷
張元植於1988年生於臺北，成長於單親家庭。自薇閣國小畢業後，母親送其至苗栗的全人中學接受體制外教育，並於13歲時接觸登山，中學時代即攀登雪山、玉山、大霸尖山等臺灣高山。2007年，時值高中三年級，甫結束學測的張元植與同校的黃紹庭成功登頂南美洲最高峰阿空加瓜山，並於2009年完成臺灣中央山脈大縱走。大學畢業於東海大學社會學系。除了攀登高山的計畫，張元植也在林業署臺東分署的嘉明湖山屋擔任管理員，並於戶外工作室或登山學校擔任教練或講師。
2012年，張元植與五位朋友參加了蒙古拉力賽，駕駛小客車在40天內橫跨歐亞大陸十四國，總行程達一萬三千公里。這是臺灣隊伍首次參加此賽事。

## 紀錄

### 高峰攀登紀錄
2014年7月24日，張元植與呂忠翰、黃文辰以無氧攀登但聘請協作的方式，登頂世界第十二高峰布洛阿特峰。2017年，與呂忠翰以無氧無協作方式攀登世界第八高峰马纳斯卢峰，因高山反應在海拔7400公尺處撤退，未登頂。
2019年5月15日，與呂忠翰及一位雪巴嚮導一同登頂世界第五高峰马卡鲁峰，張元植使用氧氣，呂忠翰則無氧攀登成功。同年7月17日，張元植與呂忠翰成為台灣首支嘗試無氧攀登世界第二高峰乔戈里峰的隊伍，但因接近峰頂的雪況不佳，最後在海拔8200公尺處撤退，未登頂。相關文字記錄可參閱陳德政於2021年出版的《神在的地方》。
2020年2月10日，計畫與攀岩好手楊容豪挑戰萬榮鄉針山峭壁，因大霧受困於峭壁上，最終由內政部空中勤務總隊救援成功。

### 首次攀登紀錄
- 2021年5月11日：與沈紘煬、蔡明憲、林銘麒攀爬雪山山脈第二高峰北稜角西壁（外號「赤壁」）新路線「塔」（YDS 5.7），4繩距[21]。
- 2021年5月12日：與沈紘煬、蔡明憲、林銘麒攀爬北棱角西壁新路線「白蟻地獄」（YDS 5.10c），4繩距[22]。
- 2021年8月18日：與張國威一同攀爬玉山東峰東壁新路線（YDS 5.9），5繩距[23]。
- 2021年8月20日：與張國威一同攀爬玉山正北壁時，為了不破壞峭壁上的高山沙參植被，因而開闢較困難的新路線（YDS 5.10b），3繩距[24]。
- 2021年10月9日：與黃淵暐、林銘麒、沈紘煬成功從太木山攀登小劍山南壁（YDS 5.10d），5繩距[25]。
- 2021年10月19日：與楊礎豪一同攀爬玉山東峰北壁新路線（YDS 5.8），450米，11繩距[26]。
- 2022年8月25日：與沈紘煬、蔡明憲、林銘麒一同攀爬北棱角新路線「赤壁光滑面」（YDS 5.10a，R），單繩距[27]。
- 2023年10月31日：與林銘麒一同攀爬雪山主峰南壁中塔，完成雪山南壁的首次探險。新路線號為「林來封」（YDS 5.9，A0），250米，5繩距[28]。
- 2023年12月：與劉易寬、林銘麒、沈紘煬攀登中國大陆的小貢嘎山（海拔5928公尺）西壁，探索技術攀登新路線，於海拔5700公尺處遇暴風雪撤退。
- 2023年：與呂忠翰攀登全球第七高峰道拉吉里峰，探索新路線，未登頂[29]。

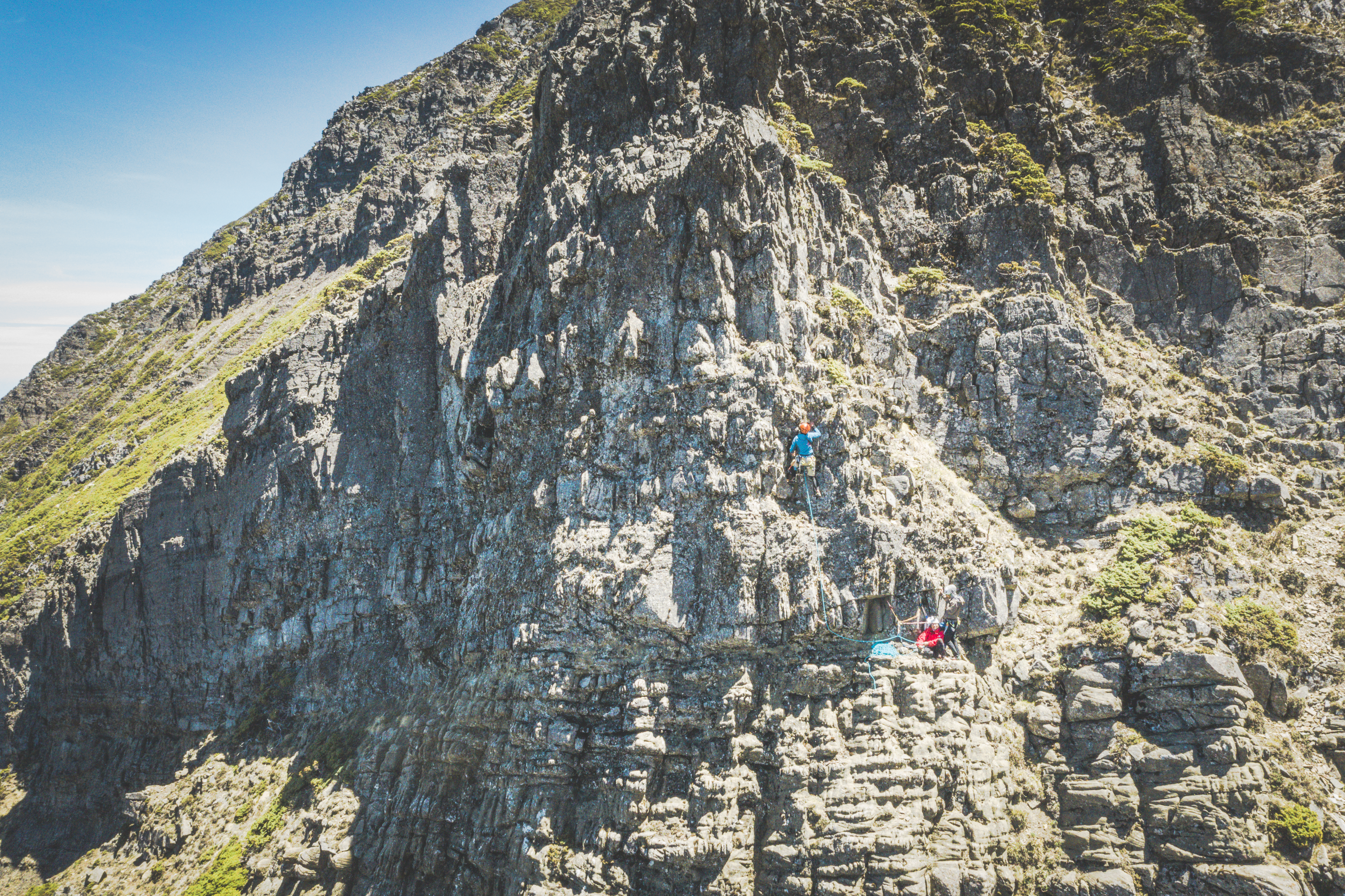
張元植正在攀爬赤壁「塔」
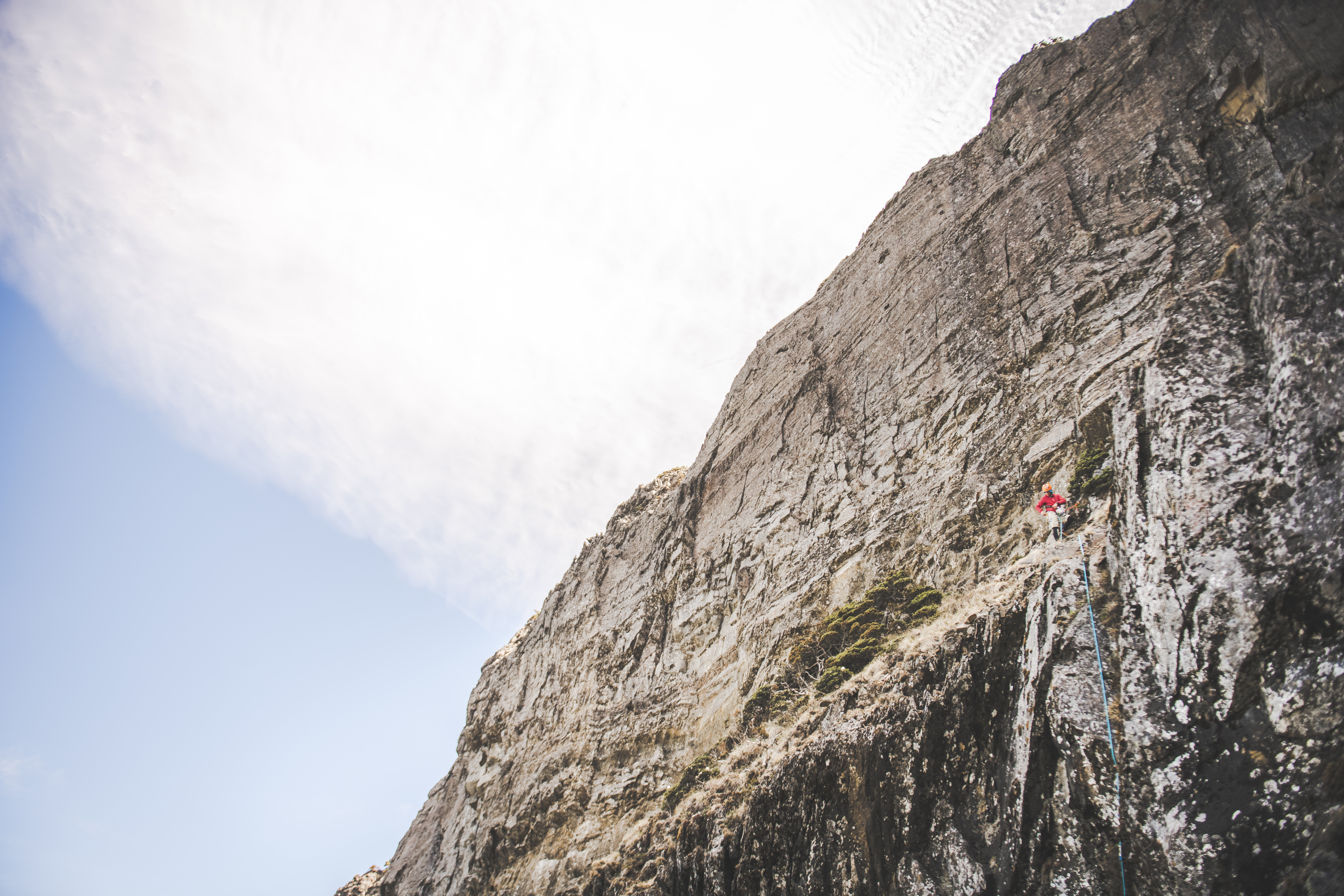
張元植通過「白蟻地獄」最難地形，背後為「赤壁光滑面」
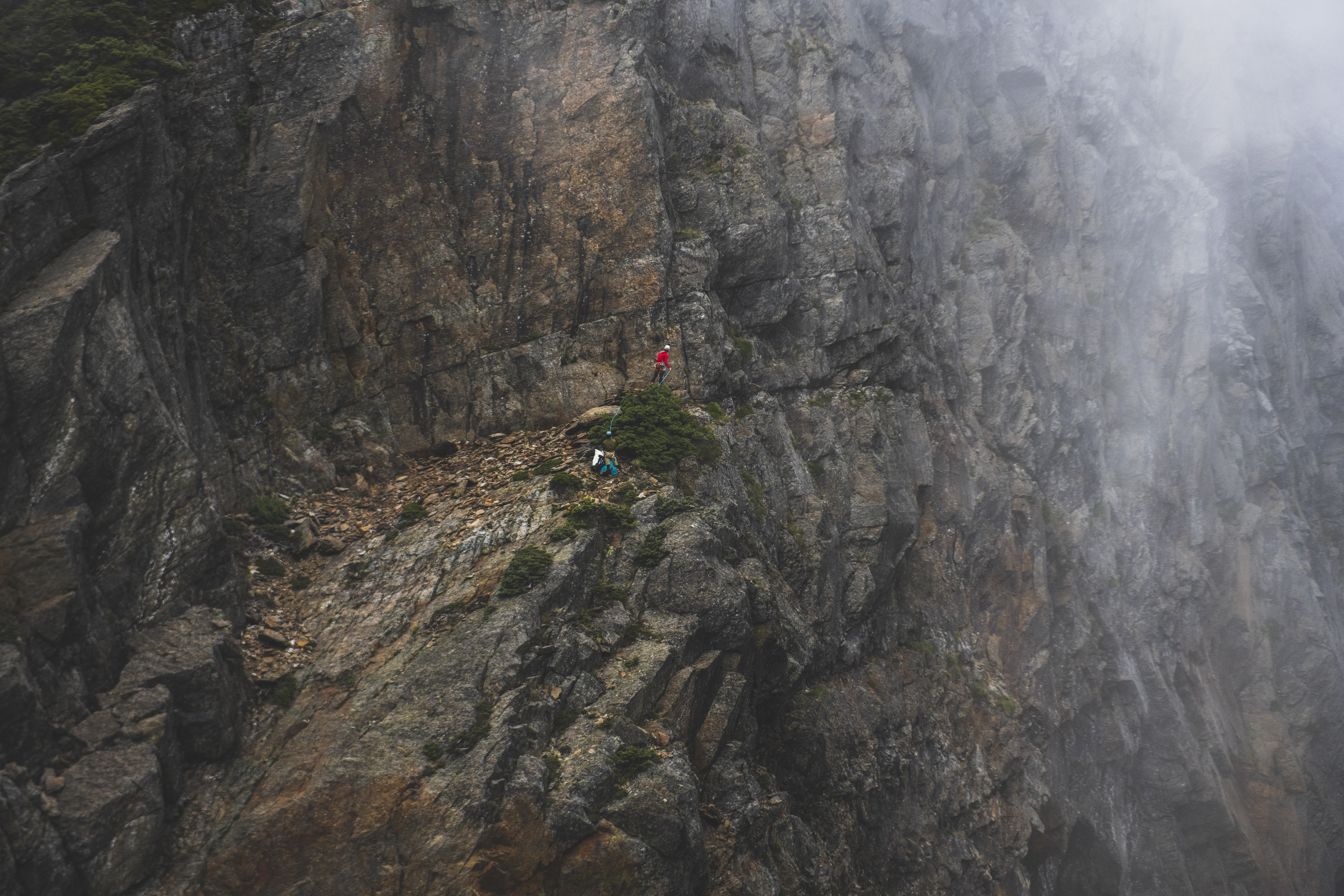
張元植與張國威正在攀爬玉山東峰東壁
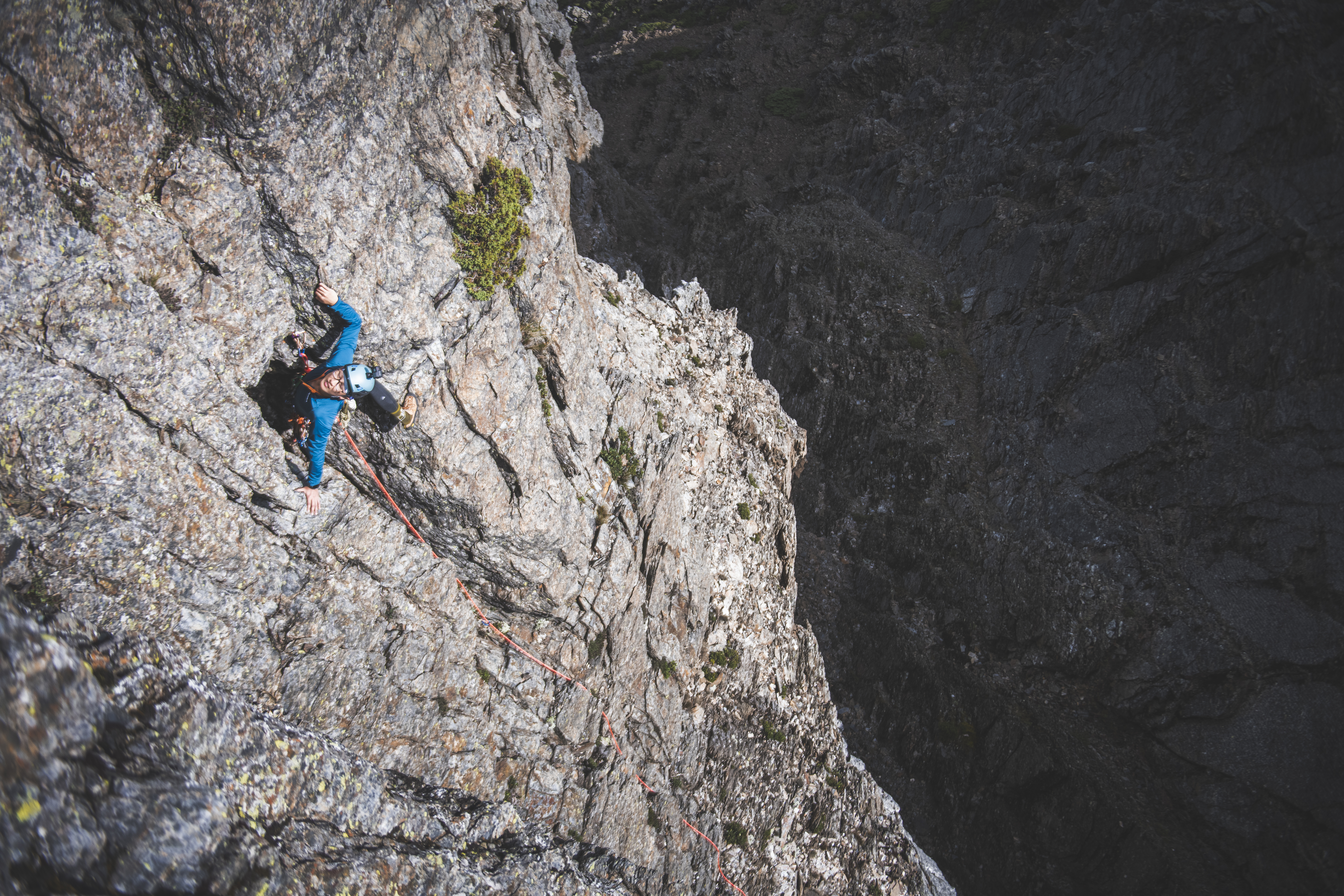
張元植攀登玉山東峰絕壁
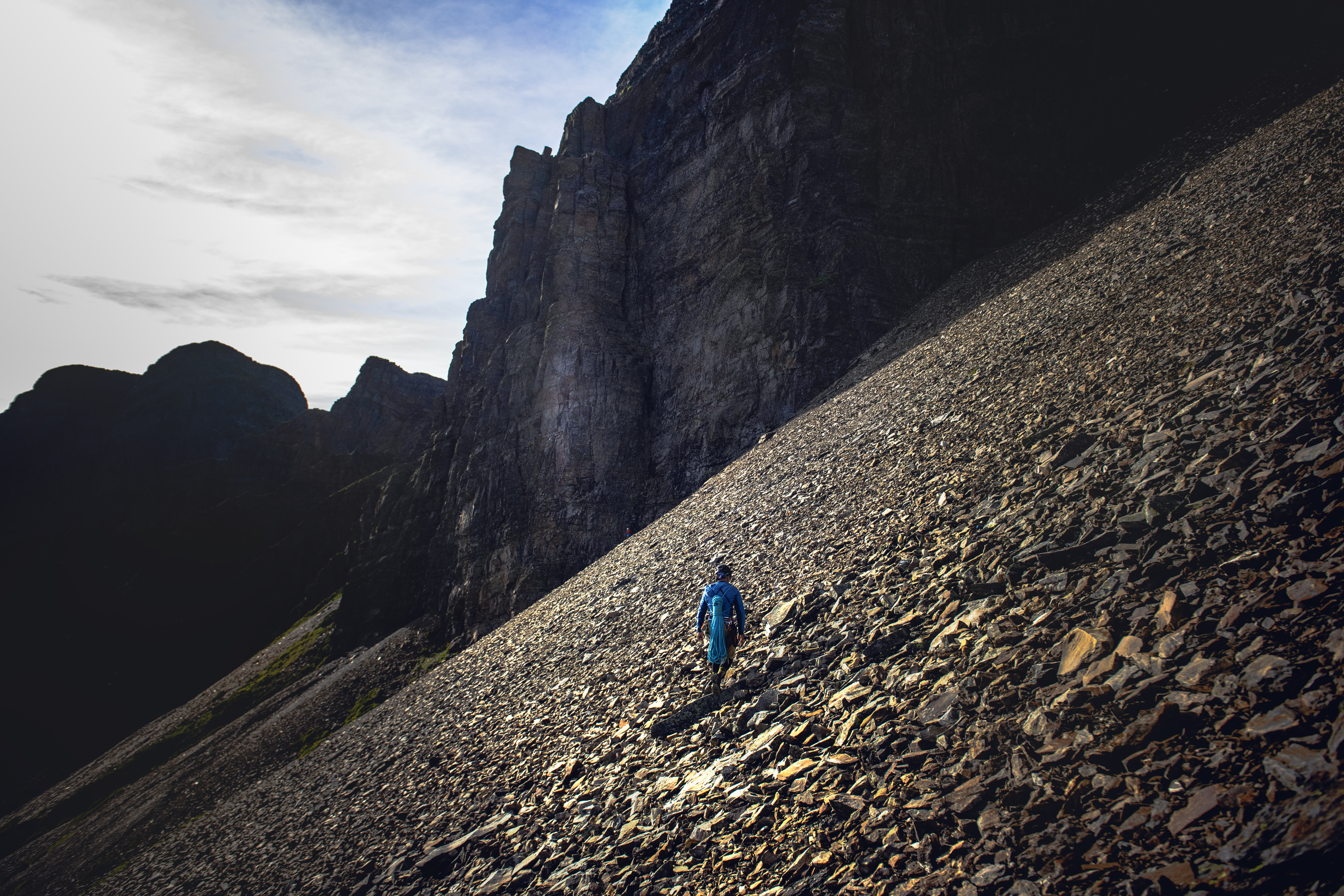
張元植前往玉山主峰北壁
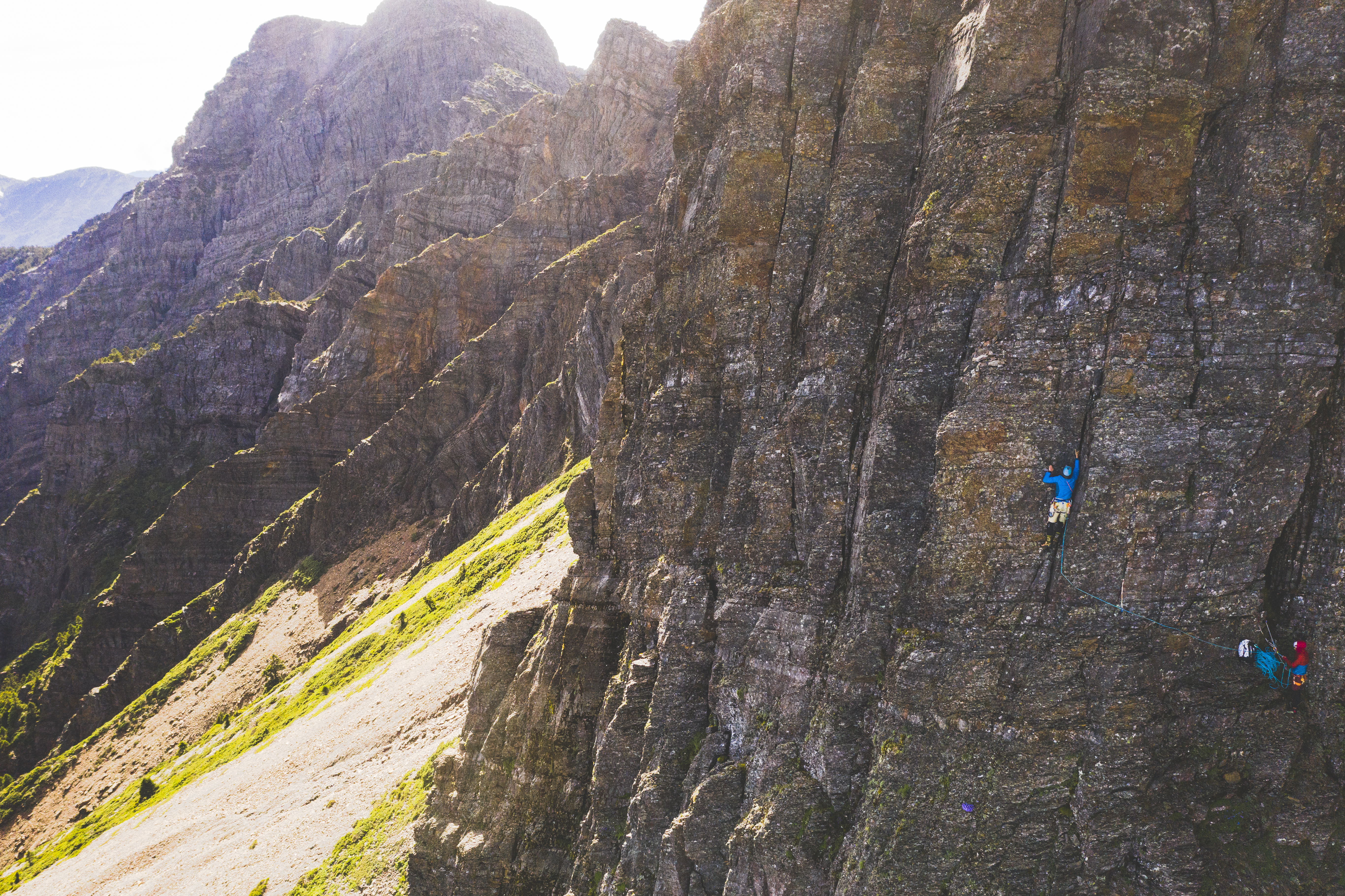
張元植與張國威攀爬玉山正北壁時，試圖避開峭壁上的高山沙參
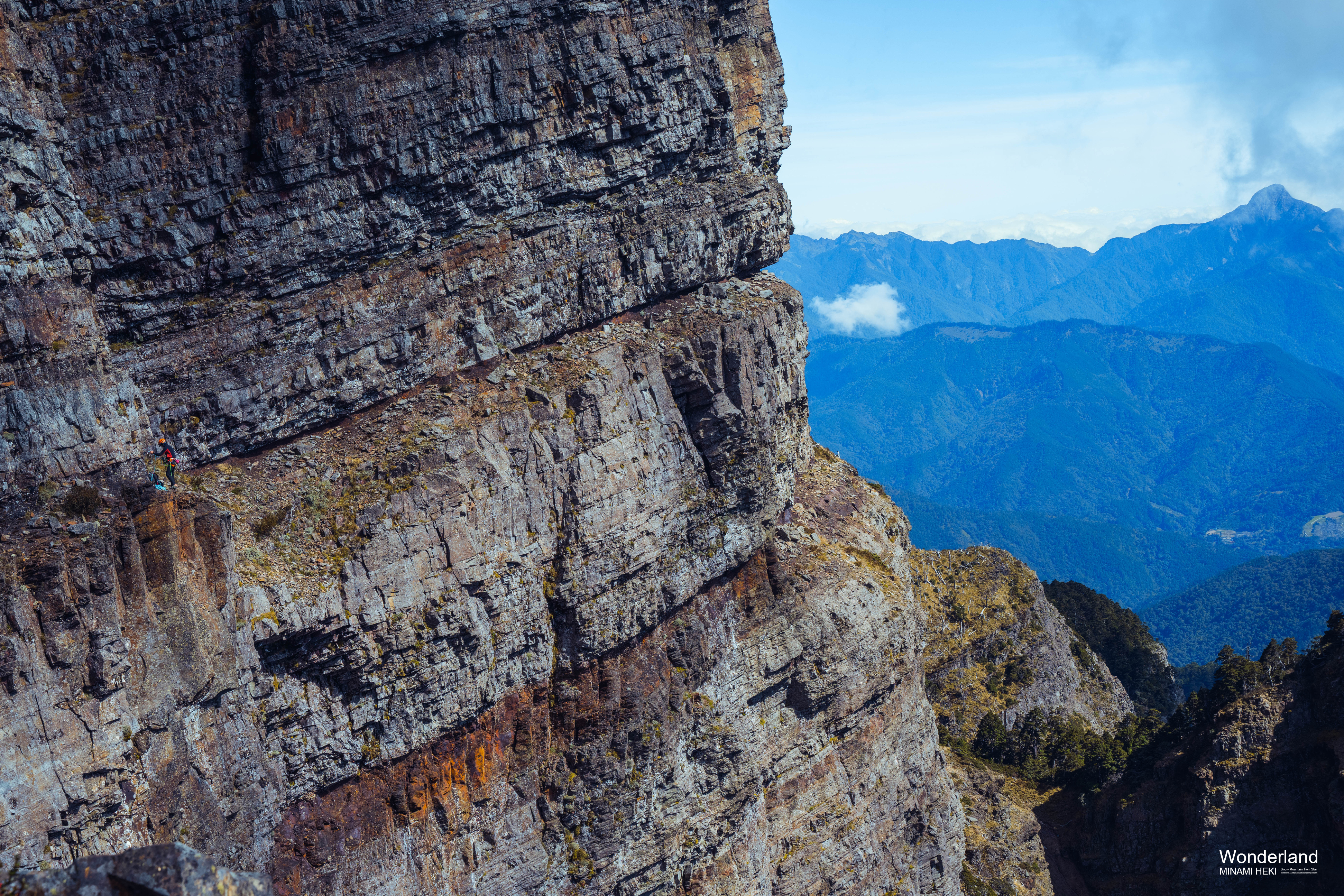
張元植攀登雪山南壁，遠方為中央尖山
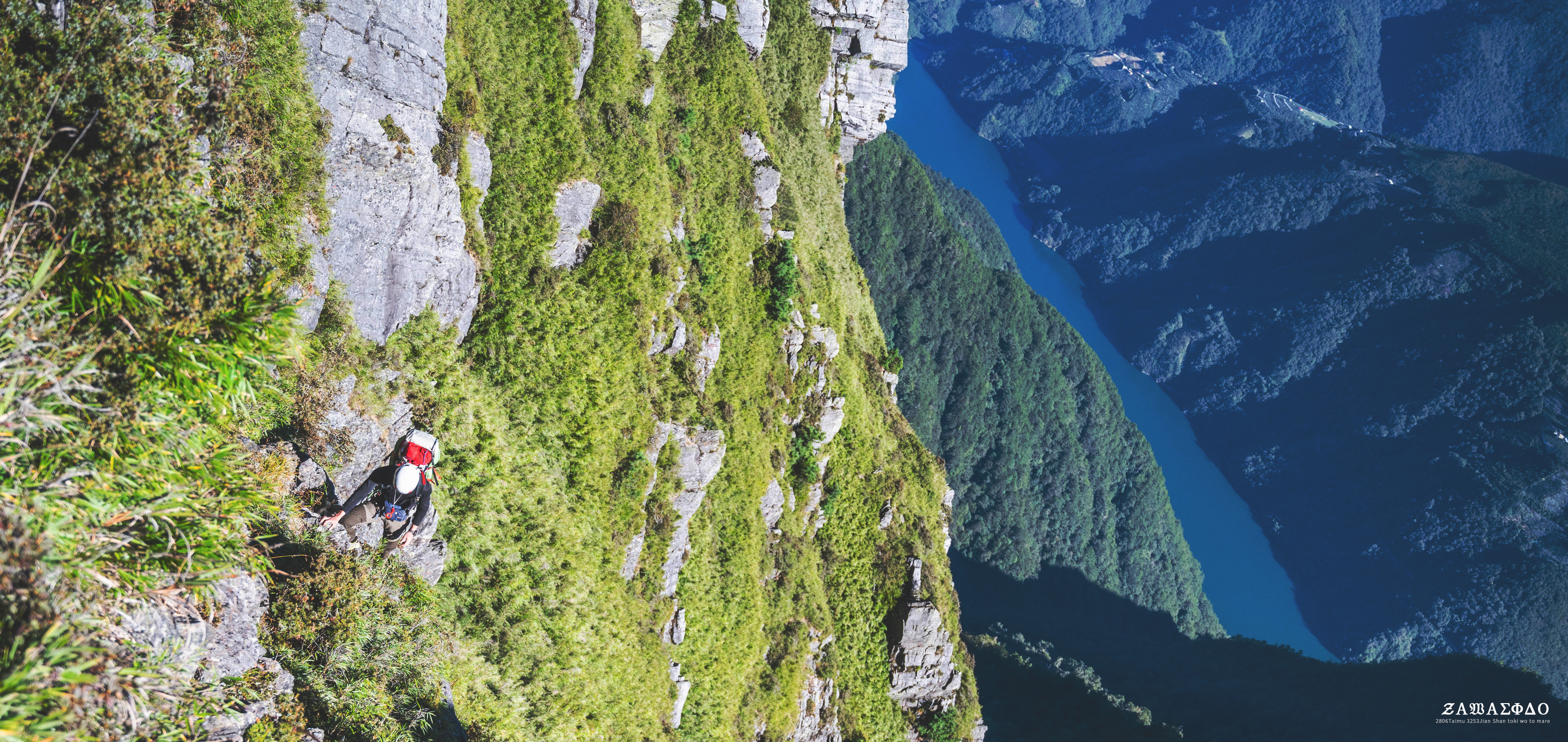
張元植攀登小劍山南壁
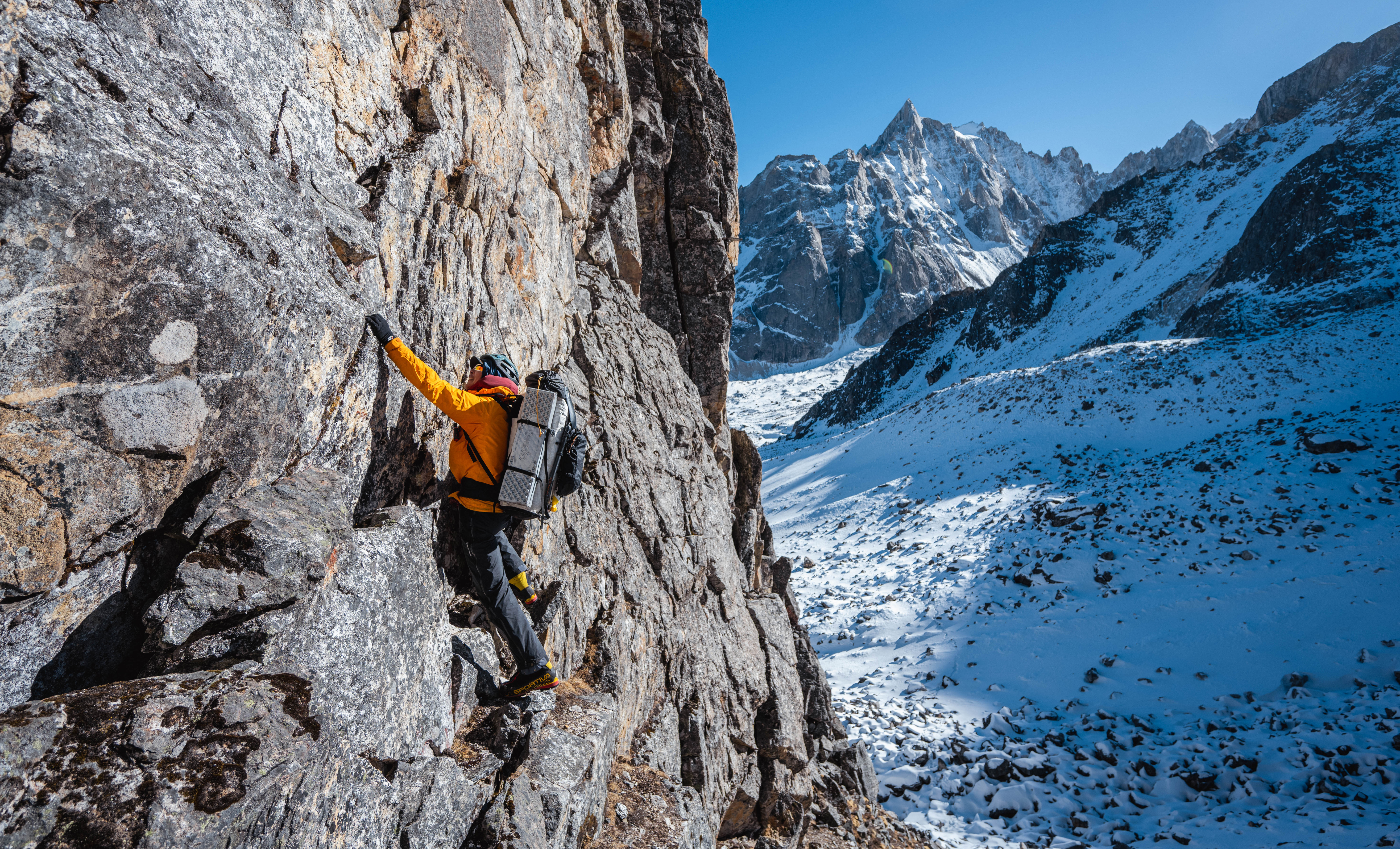
張元植攀登小貢嘎山前往2號營地途中
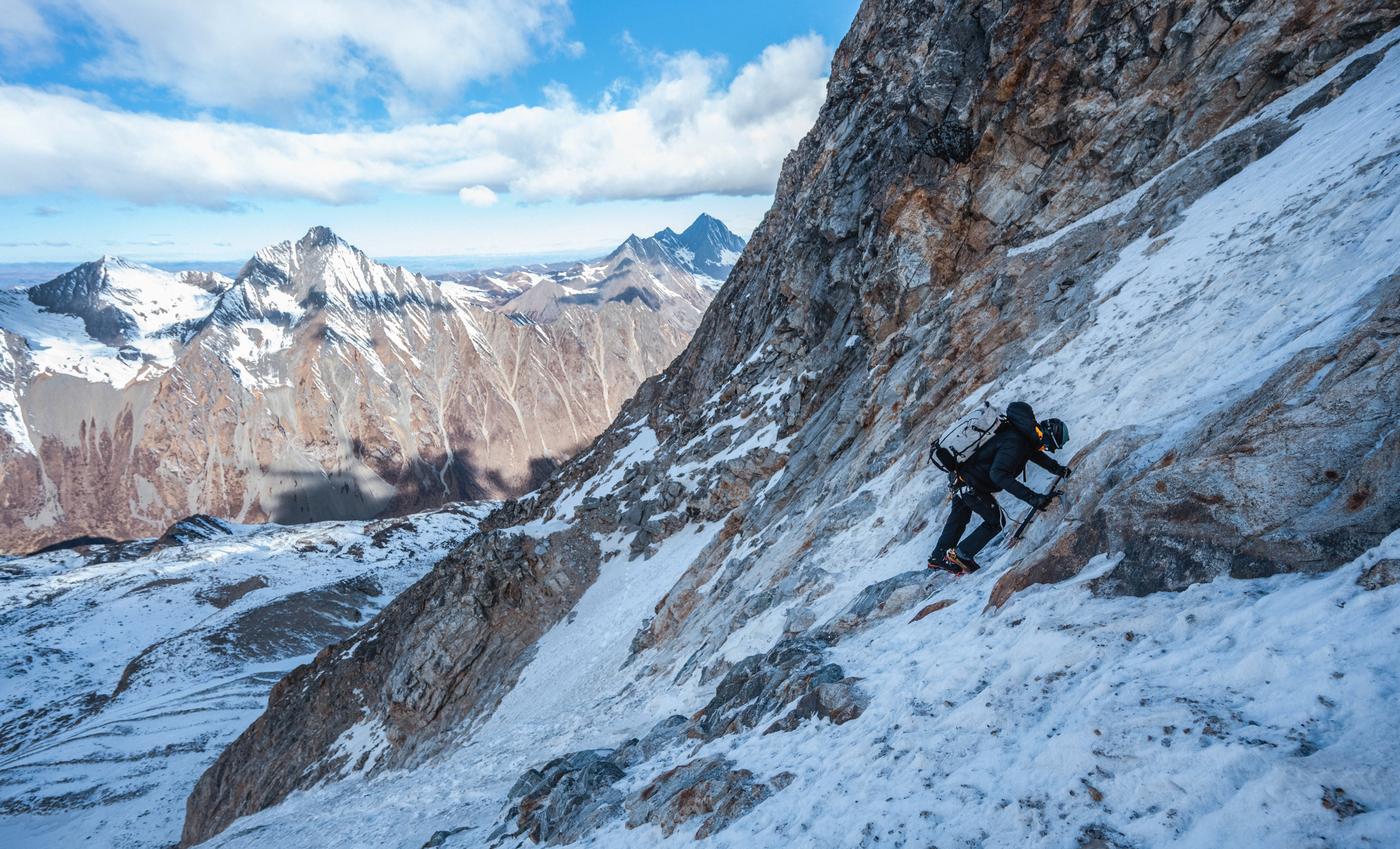
張元植攀登小貢嘎山西壁

## 逝世
2024年6月27日早上七時許，張元植與其繩伴於法國上薩瓦省法國阿爾卑斯山攀登南针峰北壁的「佛蘭多尖塔」時，於海拔約3200公尺處意外失足，墜落約250公尺深。白朗峰山區救難直升機救援人員尋獲張元植時，張已無生命跡象，享年36歲。事發時張元植並未攜帶護照，協助救援的國家憲兵高山分隊（PGHM）遂依其出生日期，向駐法國台北代表處確認身分。其他倖存者隨後均轉往直升機停機坪下山。

## 參與作品
- 《群山之島與不去會死的他們》第一季第二集「冒險是殺小？！」：2021年3月4日播出，財團法人公共電視文化事業基金會製作[34]。
- 《赤心巔峰》：2023年12月15日上映，活水文化事業有限公司製作。
- 《群山之島番外篇－尋找張元植》：2024年12月27日週五晚間九點，於公視頻道播出、公視+、Youtube 4K上映。

## 外部連結
- 張元植痞客邦網站：山中囈語 （页面存档备份，存于）
- 台灣史上第一征服８千米布羅德峰
- K2 Project 張元植X呂忠翰八千計畫 （页面存档备份，存于）
- 張元植 -- 報導者The Reporter （页面存档备份，存于）